# Lugaid mac Con
Lugaid mac Con (fl. III secolo) è stato un leggendario re supremo dell'Irlanda che avrebbe regnato nel II o III secolo.
Si pensa che prese il suo patronimico/epiteto ("figlio di cane") dopo che era stato allattato da un levriero del padre adottivo, Ailill Ollamh.
Dopo una battaglia contro il figlio di Ailill, Éogan, fu esiliato dall'Irlanda, ma tornò con un esercito di britanni e altri stranieri e si impadronì del trono irlandese sconfiggendo Éogan e poi il re supremo Art mac Cuinn.

### Fonti antiche
- Seathrún Céitinn, Foras Feasa ar Éirinn 1.41-42
- Annali dei Quattro Maestri M186-225